# Adrián Patroni
Adrián Patroni (Montevideo, 5 de abril de 1867 - Viña del Mar, Chile, 16 de febrero de 1950), cuyo nombre completo era Adrián Augusto Patroni, fue un obrero pintor, orador, escritor y periodista autodidacta, conocido por haber sido uno de los más destacados propagandistas, militantes, dirigentes y organizadores del período temprano del socialismo argentino. Escribió en 1898 Los trabajadores en Argentina, primer libro dedicado a analizar las condiciones de vida y labor de la clase trabajadora argentina y fue una de las figuras fundacionales del socialismo argentino.

## Primeros años
Era el menor de seis hermanos de una pareja de emigrantes lombardos de escasos recursos, su madre murió cuando contaba poco más de un año y su padre debió entregarlo para su cuidado a una familia cercana, con quienes el pequeño Adrián vivió hasta los seis años, cuando retornó al hogar paterno. Si bien contó con una educación que le permitió aprender a leer y escribir, Patroni tuvo una infancia indudablemente proletaria: trabajó como vendedor de diarios en las calles montevideanas y, a los 16 años, aprendió el oficio de pintor. Emigró a Buenos Aires en 1883, atraído por las mayores posibilidades de trabajo y pronto se empleó como oficial pintor.

## Actividad gremial y política
En 1887 se unió al sindicato Sociedad de Resistencia de los Obreros Pintores y en septiembre de 1889 habló en un acto realizado en Plaza Constitución por albañiles en huelga.
Patroni relató años más tarde que leer el libro El año 2000 de Edward Bellamy fue el principal factor que lo impulsó a incorporarse al socialismo y fue así que en 1893 se afilió a la Agrupación Socialista –que más tarde tomó el nombre de Centro Socialista Obrero- y en junio de 1894 comenzó a escribir en La Vanguardia. El 11 de marzo de 1894 fue uno de los fundadores de la Sociedad Cosmopolita de Obreros Pintores y comenzó a colaborar en el órgano de la misma, titulado El Pintor fundado en 1896. Concurrió el 11 de junio de 1894 como delegado de los pintores a una reunión preparatoria de fundación de una Federación Obrera y fue nombrado para integrar la comisión encargada de redactar su programa y su estatuto sin que se concretara el proyecto. En junio de 1896 fue secretario general del comité que se propuso organizar esa Federación, que también se frustró. En la tercera tentativa se reunió el congreso del 25 de mayo de 1901 y se creó la Federación Obrera Regional Argentina en la cual integró el Comité Administrativo.
Desde 1894 fue orador en los actos públicos socialistas y obreros más importantes; así lo hizo el 13 de octubre de 1894 en apoyo del proyecto del concejal Eduardo Pittaluga, un precursor de las leyes obreras de su país, de reducción a ocho horas de la jornada de trabajo de ciertos trabajadores municipales. También habló en el acto del 1° de mayo de 1895 en el Club Vorwärts y en la inauguración del Centro Socialista Revolucionario ocurrida el 1° de junio del mismo año.  
Participó tanto en las reuniones previas como en las fundacionales de abril de 1895 del Partido Socialista Obrero Internacional que el 13 de octubre del mismo año cambió al nombre de Partido Socialista Obrero -que más adelante fue Partido Socialista- y lo eligieron miembro del primer Comité Ejecutivo del partido junto con José A. Lebrón y Juan B. Justo, donde quedó encargado de redactar los proyectos de estatuto y de programa. Patroni habló como delegado del Comité Ejecutivo en la reuión preparatoria del Centro Socialista de Pilar el 14 de enero de 1896 y en la reunión del 25 de enero para constituir el Centro Socialista de Villa Crespo (en la parroquia de San Bernardo). Participó en el Club Vorwärts de la asamblea del 9 de febrero de ese año donde se eligieron los candidatos del partido para el 8 de marzo de 1896 en que el PSOA se presentó por primera vez a elecciones en Buenos Aires. La lista de parlamentarios integrada por el médico Juan B. Justo, el pintor Adrián Patroni, el zapatero Juan Scheafer, el ingeniero Germán Avé Lallemant y el foguista Gabriel Abad, obtuvo 138 votos, en una elección escandalosa y abiertamente fraudulenta, como era la característica de un régimen electoral basado en el voto cantado.
El 19 de abril de 1896 habló en la Plaza San Martín en la que culminó una manifestación propiciando la derogación de las "leyes de conchabo". Se trataba de ordenanzas que regían en varias provincias argentinas, entre ellas la de Catamarca, Córdoba, Misiones, Salta, Santiago del Estero, San Luis, Tucumán y otras provincias que legitimaba la coacción laboral y cuyo debate se había trasladado desde el ámbito local a los periódicos de Buenos Aires y a las organizaciones sindicales. Al propiciar la derogación de la ley sobre la materia que regía en Tucumán, el gobernador Próspero García afirmaba que 

“Se ha dicho, y con razón, que esas leyes son leyes de esclavatura por las condiciones deprimentes en que colocan a la clase trabajadora a jornal […] Tenemos, pues, la anomalía irritante que el jornalero no es igual, ante la ley, a los demás hombres, cuando es un principio constitucional que todos somos iguales ante aquella.”

Fue orador en el pícnic campestre y en la reunión en el Club Vorwärts realizados el 1° de mayo de 1896. Los días 28 y 29 de junio de 1896 participó como delegado de la Unión Obrera Socialista de Paraná en el I Congreso del PS realizado en el Club Vorwärts, donde fue designado como uno de los redactores de La Vanguardia y miembro del Comité Ejecutivo. En el conflicto iniciado por los trabajadores ferroviarios que desde agosto de 1896 se extendió a otros gremios se entrevistó en representación de los huelguistas con el ministro de Interior a los dos meses de iniciado. El 22 de noviembre de ese año habló en un acto del PS realizado en un galpón ferroviario en protesta por las restricciones al sufragio existente en los comicios comunales y el 1° de agosto de 1897 lo hizo en el teatro Doria en un acto de obreros desocupados. Fue candidato a diputado nacional por el PSOA en las elecciones del 10 de abril de 1898, representó al Club de Balvanera en el II Congreso del PSOA los días 12 y 13 de junio de 1898 donde se lo reeligió como redactor de La Vanguardia; ese mes fue elegido para integrar el Comité Ejecutvo Nacional del partido. Ese año siguió destacándose como orador y habló el 20 de septiembre tras una mamnifestación conjunta con grupos anarquistas y el 26 de ese mes en un acto a propósito de la Convención constituyente de ese año en el que se reclamaba la separación de la Iglesia y el Estado, la jornada laboral de 8 horas y la simplificación de la naturalización de extranjeros. También integró desde el 19 de noviembre de 1898 el Consejo Administrativo de la Cooperativa de Consumos Obrera de Buenos Aires y participó en el IV Congreso del partido realzado el 7 y 8 de julio de 1901 representando al Centro Socialista de Frías.

## Obras
Además de sus colaboraciones en La Vanguardia y en otras publicaciones periodísticas publicó en 1897 dos folletos de propaganda socialista y en 1898, Los trabajadores en Argentina, un extenso informe en el que por primera vez se describían las condiciones laborales en el país; también escribió obras teatrales breves que se representaban en los actos de trabajadores.
- Los trabajadores en Argentina (1898)
- Siete meses por Europa. Cartas a mi hermana (1904)[9]
- Bellezas del Norte y Centro Argentino (1924)
- Más corazón que cerebro (1924)
- Bellezas de los lagos argentino-chilenos (1938)